# Elizabeth May McClintock
Elizabeth May McClintock (Los Angeles, 1912 – Santa Rosa (Califòrnia), 2004) va ser una botànica estatunidenca.

## Biografia
Per bé que nascuda a Los Angeles, cresqué vora les muntanyes Sant Jacinto. Es titulà per la universitat de Califòrnia, Los Angeles i obtingué un doctorat en botànica per la universitat de Michigan. S'especialitzà en taxonomia i distribució de les plantes amb flors, i es concentrà en les natives de Califòrnia. Estudià les plantes invasores del seu estat natal, i aplegà informació sobre la toxicitat de les plantes verinoses que s'hi feien.
Treballà com a botànica de l'herbari de la universitat de Califòrnia-Los Angeles del 1941 al 1947. Del 1949 fins a la jubilació el 1977 va ser conservadora del Departament de Botànica de l'Acadèmia Californiana de Ciències, i compaginà aquesta feina amb les d'Associada de l'herbari de la Universitat de Califòrnia, Berkeley i la de col·laboradora en The Jepson Manual (una guia per amb les claus per identificar les diverses espècies de plantes vasculars de l'estat americà).
Combaté, amb èxit, la proposta de fer la "Panhandle Freeway" (una nova autopista que hagués trinxat un parc de San Francisco (anys 60) i defensà la rara tanarida de les dunes. La doctora Elizabeth McClintock morí a la "Hanna-Honeycomb House" quan tenia 92 anys.